# Batrachoseps wrighti
Batrachoseps wrighti är en groddjursart som först beskrevs av Bishop 1937.  Batrachoseps wrighti ingår i släktet Batrachoseps och familjen lunglösa salamandrar. IUCN kategoriserar arten globalt som sårbar. Inga underarter finns listade.